# Ян Палах
Ян Палах (на чешки: Jan Palach) е чешки студент, който се самоубива в знак на политически протест.

## Произход и юношество
Ян Палах е роден в Прага през 1948 г. Детството му преминава в село Вшетати в Средночешкия край. Завършва гимназия в градчето Мелник. През 1966 г. се опитва да постъпи във философския факултет на Карловия университет и дори взима успешно изпитите си, но не е приет заради произхода си. През същата година е приет в Пражкия икономически университет. През 1968 г. отново кандидатства във философския факултет и този път е приет..

## Смърт
През август 1968 г. войски на СССР, НРБ, ГДР, ПНР, УНР нахлуват в Чехословакия, за да сложат край на демократичните социалистически реформи на правителството на Александър Дубчек, известно като Пражка пролет. Група от чешки студенти, включително и Палах, замислят самоубийствен акт, възнамерявайки да се жертват в знак на протест срещу нашествието. Според Ярослава Мосерова, специалист по изгаряния, която първа се е погрижила за Палах в Трета клиника към Карловия университет в Прага, той не се е самозапалил, протестирайки срещу съветската окупация, а го е направил, протестирайки срещу деморализацията на чешките граждани, причинена от окупацията.
| „ | „Не беше толкова против Съветската окупация, а против деморализацията, която настъпваше, хората не само се отказваха, но и се предаваха. И той искаше да спре онази деморализация. Замислям се за хората на улицата, множеството от тях, мълчаливи, с тъжни очи, сериозни лица, когато погледнете онези хора, разбирате това, което всеки вече знае, всички благоприлични хора бяха на прага да правят още компромиси.“ | “ |

Погребението на Палах довежда до масови протести срещу окупацията и месец по-късно (25 февруари 1969 г.) друг студент – Ян Зайиц, се самозапалва и умира на същото място, последван през април същата година от Евжен Плоцек в Ихлава.

## Памет
Първоначално е погребан в гробището Олшани. Тъй като гробът му започва да се превръща в свещено място за народа, тайната чехословашка полиция решава да премахне това символично място. През нощта на 23 октомври 1973 г. Полицията ексхумира останките на Палах. Тялото е кремирано и изпратено на майка му в родния му град Вшетати, а в неговия гроб е положено тялото на неизвестна починала жена. На майката на Палах е разрешено да постави урната в местното гробище едва през 1974 г. На 25 октомври 1990 г. урната е официално върната в Прага.
На 20-а годишнина от смъртта на Палах са организирани протести привидно в памет на Палах (замислени обаче като критика към режима), които ескалират в така наречената „седмица на Палах“. Последвалите антикомунистически демонстрации в Прага между 15 и 21 януари 1989 г. са потушени от полицията, която използва сила срещу демонстрантите. Пострадват и случайни минувачи. Седмицата на Палах се смята за един от катализаторите на проявите, предшествали падането на комунизма в Чехословакия 11 месеца по-късно.
След Нежната революция е издигнат възпоменателен бронзов кръст на Палах и Зайиц на мястото пред Националния музей, където Палах е паднал. Има площад, наименуван на Палах. Чешкият астроном Лубош Кохоутек, напуснал Чехословакия следващата година, нарича астероид, открит на 22 август 1969 г., на името на Ян Палах (1834 Палах). Има и други негови възпоменателни места в Европа, включително и малък мемориал в ледниковите тунели в Швейцария.
Примерът на Палах и неговата медийна популярност може би са допринесли и за няколко други примери на саможертва. През пролетта на 2003 г. 6 младежи в Чехия се самозапалват и изгарят, сред тях е и гимназистът Зденек Адамек. Той се запалва на 6 март 2003 г. почти на същото място пред музея, оставяйки предсмъртна бележка, в която се говори за Палах и другите, извършили самоубийства през 1969 г.
На известно разстояние от мястото на саможертвата на Палах скулптор е почел на Стария площад чешкия религиозен мислител Ян Хус, който е бил изгорен на клада заради своите убеждения през 1415 г. и е честван като национален герой от векове. Някои от коментаторите на събитието някои свързват саможертвата на Палах с екзекуцията на Ян Хус.

## Културни рефлексии
В чест на Палах Валери Петров написва стихотворението „Самоизгаряне“.
Видеото към песента „Club Foot“ на групата „Касабиан“ е посветена на Палах.
Произведението „Погребението на Палах“, изпълнено от „Зипо Бенд“ и композирано от Фил Клайн, е също в негова памет.
Палах е споменат в соло албума на Жан Жак Бърнел от 1979 г. „Euroman Cometh“. В песента „Евробъркотия“ – за освобождаването на Чехословакия през 1960-те години и последвалото нормализиране на обстановката, Бърнел приканва:
| „ | „Не забравяйте Ян Палах, който изгоря като факла срещу Варшавския договор.“ | “ |

В своята песен „Nuuj Helde“ „Janse Bagge Bend“ (от Нидерландия) задава въпроса дали хората знаят защо е изгорял Ян Палах.
Палах е споменат също така и в пиесата „Площад Венцеслас“ на Лари Шу.
След като търси политическо убежище в Щатите, полският артист Виктор Зостало почита Ян Палах в своето „Представление за свободата“, прокламирайки:
| „ | „Аз съм Ян Палах. Аз съм чех, аз съм поляк, аз съм литовец, виетнамец, афганистанец, аз съм един предаден Вие. След като се изгоря хиляди пъти, може би ще победим.“ | “ |

На честването на 40-ата годишнина от смъртта на Ян Палах статуя, направена от Андрес Бек, е транспортирана от Франция до Чехия в памет на студента. Статуята е поставена в град Мелник – града, където е учил Ян Палах.
Италианският текстописец Франческо Гучини написва песента „Пражка пролет“, в която сравнява Ян Палах с религиозния учен Ян Хус:
| „ | „Едно време Ян Хус е бил изгорен жив.“ | “ |

Полският певец Яцек Кажмарски написва песен за самоубийството на Палах, наречена „Факли“.
Името на Ян Палах се появява и в романа на Милан Кундера „Животът е другаде“ (7 част, глава 2).
Словенският поет Едвард Коцбек написва поемата „Ракета“, в която съпоставя 2 събития, случили се през 1969 г.: кацането на „Аполо 11“ на Луната и самоубийството на Ян Палах: той вижда кацането на Луната като върховен акт на огромен доброволчески нихилизъм и пише: „математическата екскурзия на Луната е най-голямата измама на всички времена, завладяващо повторение на въртящия се свят, хванат в смърт и тъмнина“. За поета истинското събитие на годината е човешката саможертва на Палах, която го превръща в „горяща ракета, която измерва историята от начало до край“.
Люксембургският композитор Дейфид Бълок е бил помолен да напише „Реквием за Ян Палах“ в памет на 40-а годишнина от самоубийството на Палах. Той включва няколко думи, които за кратко се появяват на площад „Венцеслас“ след събитието, преди да бъдат изтрити от властите:
| „ | „Не бъдете безразлични към деня, в който светлината на бъдещето бе пренесена в едно горящо тяло.“ | “ |

Палах участва и в монолог в радиопиеса на радио BBC, написана от Дейвид Поунол, озаглавена „Факла №1“ и режисирана от Мартин Дженкинс. В ролята на Палах е Карл Дейвис.
Френският документалист Реймон Депардон режисира филм за Ян Палах (1969).
Самоубийството на Ян Палах се споменава в песента на норвежкия певец Аге Александерсен „Va de du Jesus“.

## Имена на места
Площад „Ян Палах“ в центъра на Прага е наименуван на него, има и площад „Палах“ в Бърно. В Люксембург, Франция, Полша и Нидерландия също има улици, наречени на Ян Палах.
В България – във Варна има улица „Ян Палах“, на която се намира търговски център, наречен „Ян Палах“ („Палах център“).
Най-старият (1969) рок клуб в Хърватия се казва „Палах“. Намира се в Риека. Има автобусна спирка, наречена на него. Ученическа зала във Венеция. Италиански остров е наречен на Палах.